# Blakea purpusii
Blakea purpusii är en tvåhjärtbladig växtart som beskrevs av Townshend Stith Brandegee. Blakea purpusii ingår i släktet Blakea och familjen Melastomataceae. Inga underarter finns listade i Catalogue of Life.